# جوش مورغان
جوش مورغان (بالإنجليزية: Josh Morgan)‏ هو لاعب كرة قدم أمريكية أمريكي، ولد في 20 يونيو 1985 في واشنطن العاصمة في الولايات المتحدة.

## وصلات خارجية
- جوش مورغان على موقع مرجع كرة القدم المحترفة.كوم (الإنجليزية)